# Zapyškis
Zapyškis is een plaats in de gemeente Kaunas in het Litouwse district Kaunas. De plaats telt 254 inwoners (2001).